# Buxton (Maine)
Buxton – miasto w Stanach Zjednoczonych, w stanie Maine, w hrabstwie York.